# Дымов, Семён Дмитриевич
Семён Дмитриевич Дымов (26 декабря 1895, село Демшино — 15 октября 1979, г. Липецк) — колхозник, бригадир колхоза «Прогресс» Добринского района Липецкой области. Герой Социалистического Труда (1948).

## Биография
Родился 26 декабря 1895 году в крестьянской семье в селе Демшино (ныне — в Усманском районе Липецкой области). С детства батрачил. В годы Гражданской войны воевал против белогвардейцев.
В конце 1930-х годов переехал в Добринский район, одним из первых вступил в созданный в Никольском колхоз «Прогресс». Работал звеньевым полеводческой бригады.
С 1941 года — на фронтах Великой Отечественной войны.
После демобилизации из армии работал в колхозе, был избран бригадиром полеводческой бригады. В 1947 году его бригада собрала в среднем 642,7 центнеров сахарной свеклы с каждого гектара с участка площадью 12,6 гектаров, за что был удостоен в мае 1948 года звания Героя Социалистического Труда.
Умер 15 октября 1979 года.

## Награды
- Герой Социалистического Труда — указом Президиума Верховного Совета СССР от 7 мая 1948 года
- Орден Ленина
- Орден Ленина
- Орден Красной Звезды
- Медали